# 方選
方選（1471年—？年），字汝賢，江西饶州府浮梁縣人，明朝政治人物。

## 生平
治《詩經》，行二，由縣學生中式正德二年（1507年）丁卯科江西鄉試第二十八名舉人，正德三年（1508年）聯捷戊辰科會試第一百九十名，第三甲一百二十七名名進士。授廣東肇慶府四會縣知县。十一年任浙江乌程县知县，历升至工部郎中。

## 家族
曾祖方存恭。祖父方希轍。父方宜之。母郑氏。永感下，弟方偁、方进。